# Lajos Dobány
Lajos Dobány (ur. 4 sierpnia 1955 w Hatvanie) – węgierski piłkarz, grający na pozycji pomocnika.

## Kariera klubowa
Treningi piłkarskie rozpoczął w Celldömölk VSE, z którego trafił do Szombathelyi Haladás. 30 września 1973 zadebiutował w lidze węgierskiej w wygranym 1:0 meczu z Dorogi AC. W 1976 roku przeszedł do Pécsi Mecsek FC, z którym wywalczył awans do węgierskiej ekstraklasy. W sezonie 1977/1978 dotarł z tym klubem do finału Pucharu Węgier, a w finałowym meczu z Ferencvárosem, przegranym po dogrywce 2:4, rozegrał 60 minut. W 1983 roku wrócił do Szombathelyi Haladás. W sezonie 1982/1983 został królem strzelców ligi węgierskiej z 23 golami (13 dla Pécsi Mecsek FC i 10 dla Haladás). Po półtora sezonu wrócił do Mecsek, gdzie grał przez kolejne półtora sezonu. W sezonie 1986/1987 wystąpił w dwumeczu Pucharu UEFA z Feyenoordem (1:0 i 0:2). Na początku 1987 roku został zawodnikiem Zalaegerszegi TE, a latem 1988 roku zakończył karierę. Łącznie wystąpił w 301 spotkaniach węgierskiej ekstraklasy.

## Dalsze losy
Po zakończeniu kariery był dyrektorem sportowym oraz działaczem piłkarskim, pełniąc m.in. funkcję dyrektora regionalnego Magyar Labdarúgó Szövetség w komitacie Vas.